# Руперт Шелдрейк
Альфред Руперт Шелдрейк (англ. Rupert Sheldrake, народився 28 червня 1942) — британський письменник, біохімік-любитель, фізіолог рослин і парапсихолог, який висунув теорію морфогенетичного поля. Ідеї Шелдрейка науковці оцінюють як псевдонаукові.

## Біографія
Руперт народився 28 червня 1942 року в місті Ньюарк-он-Трент (Англія). Освіту отримав в Коледжі Ворксоп, а потім вивчав біохімію в Клер-Коледжі, в Кембриджі, філософію та історію в Гарвардському університеті.
В Кембриджі він отримав ступень доктора наук в області біохімії.
Руперт Шелдрейк був науковим співробітником Королівського товариства, а потім поїхав в Індію, де отримав посаду основного фізіолога рослин в Міжнародному науково-дослідному інституті сільськогосподарських культур в напівпосушливій тропічній зоні.

## Теорія морфогенетичного резонансу
Морфогенетичні поля Шелдрейка — це гіпотетичні поля, які організують розвиток структур в матеріальному світі. Одного разу виникнувши, така структура, на думку Шелдрейка, може відтворюватися в подібній формі в майбутньому, при цьому долаючи просторові розмежування. Приклад — згортання протеїнового ланцюга — одного разу виникнувши, на думку Шелдрейка, ця структура могла бути відтворена з великою достовірністю, ніж будь-яка інша.
Теорія зустріла різку критику в природничо-наукових колах.

## Книги
- Шелдрейк Р., Фокс М. Физика ангелов. Там, где встречаются наука и Дух. София, 2003.
- Шелдрейк Р. Семь экспериментов, которые изменят мир. София, 2004.
- Шелдрейк Р. Новая наука о жизни. Рипол Классик, 2005.

## Вплив на мистецтво
- Морфогенетичним полем Джек Харкнесс із серіалу "Торчвуд" пояснює той факт, що в "день дива" усі люди Землі перестали вмирати.
- Ідея морфогенетичного поля лягла в основу ігор:
  - Zero Escape: Nine Hours, Nine Persons, Nine Doors;
  - Zero Escape: Virtue's Last Reward;
  - Zero Escape: Zero Time Dilemma.